# TI-86
La TI-86 va ser una calculadora gràfica programable produïda per Texas Instruments i introduïda el 1997. La TI-86 usava el microprocessador Zilog Z80. Era parcialment compatible cap enrere (backward compatible) amb la TI-85, un model més antic.
Es pot pensar que la TI-86 és com la capa intermèdia entre diverses calculadores de Texas Instruments, directament per dalt de la línia de les TI-83 i TI-84. A més de tenir una pantalla més gran que la TI-83, la TI-86 també permetia a l'usuari escriure en lletres minúscules i lletres gregues i oferia cinc tecles de funció programables, que van millorar la navegació del menú i es podien programar per l'usuari per l'accés ràpid a operacions comunes com ara la conversió de decimal a fracció. La calculadora també manejava vectors, matrius i nombres complexos millor que la TI-83. Un desavantatge, fou que el paquet d'estadística de la gamma TI-83 no venia pre-carregat en la TI-86. No obstant això, podia ser descarregat, en comú amb molts altres programes com Drugwars i altres jocs per a la TI-86.
Tot i la limitació d'una pantalla monocromàtica en blanc i negre de la TI-86, era possible emular una escala de grisos en canviar ràpidament l'estat d'un píxel entre encès (negre) i apagat (blanc). Això creava una il·lusió òptica, i el pixel resultant era percebut com a gris per l'observador. Ajustant el balanç entre el negre i blanc, múltiples graus de gris podien ser assolits.

## Especificacions tècniques
- Unitat Central de Procés: Zilog Z80 6 MHz
- RAM: 128 KB, 96 KB user-accessible
- Memòria ROM: 256 KB No actualitzable
- Display: Pantalla de cristall líquid de 128×64 píxels alt contrast monocromàtic
- Comunicació de dades: Es poden connectar dues calculadores TI-86 encara que també es pot connectar la calculadora TI-86 a un ordinador personal per intercanviar dades via port sèrie.
- Llenguatge de programació: TI BASIC, Llenguatge d'assemblador per Z80 (ASM)